# Partit Democràtic Constitucional (Japó)
El Partit Constitucional Demòcratic del Japó (en japonès: 立憲民主党, transliterat: Rikken Minshutō), comunament abreviat com CDP, Rikkentō (立憲党), Ritsumintō (立民党), és un partit polític de centre-esquerra sorgit al Japó l'any 2017. El President del partit és Yoshihiko Noda.

## Història
El Partit Constitucional Democràtic del Japó va ser fundat el 27 d'octubre de 2017 pel sector d'ideologia centrista del Partit Demòcrata del Japó amb la intenció de concórrer a les eleccions generals japoneses de 2017. En aquelles eleccions el partit va aconseguir 55 escons, liderant el bloc pacifista (amb el Partit Comunista i el Partit Socialdemòcrata).
Yukio Edano va dimitir com a líder del partit després dels resultats de les eleccions generals japoneses de 2021, Kenta Izumi es va presentar de nou a les eleccions de lideratge i va guanyar, derrotant Seiji Osaka i altres candidats.
El 23 de setembre de 2024, acabat el termini de tres anys per al qual va ser escollit Edano, que es va presentar a la reelecció a les eleccions de lideratge del partit, l'exprimer ministre Yoshihiko Noda va ser elegit president i Junya Ogawa va ser escollit secretari general del partit. A les eleccions generals japoneses de 2024 celebrades el 27 d'octubre, el PDC va augmentar considerablement el seu nombre d'escons a la Cambra de Representants fins a 148, privant el governant Partit Liberal Democràtic del Japó (PLD) de la seva majoria.

## Ideologia
El partit s'oposa a la revisió de l'article 9 de la Constitució Japonesa. El partit defensa la progressiva desaparició de l'ús de l'energia nuclear al Japó i les subvencions a les energies renovables. També defensa la reducció de l'escletxa entre gent pobra i rica i els drets LGTB. El partit s'ha pronunciat en contra de la legalització i manteniment dels casinos.

## Presidents del PCD
1. Yukio Edano (2 d'octubre de 2017–2021)
2. Kenta Izumi (2021-2024)
3. Yoshihiko Noda (2024-)

## Resultats electorals

### Cambra de Representants
| Any  | Líder          | Vots       | %     | Pos. | Diputats  | +/-  | Govern   |
| ---- | -------------- | ---------- | ----- | ---- | --------- | ---- | -------- |
| 2017 | Yukio Edano    | 4,852,097  | 8,75  | 2n   | 55 / 465  | Nou  | Oposició |
| 2021 | Yukio Edano    | 17,215,621 | 29,96 | 2n   | 96 / 465  | ▲ 41 | Oposició |
| 2024 | Yoshihiko Noda | 11.564.222 | 21,20 | 2n   | 148 / 465 | 52   | Oposició |

### Cambra de Consellers
| Any  | Líder          | Districte Nacional | Districte Nacional | Total    | Total | Govern   |
| Any  | Líder          | Vots               | %                  | Escons   | ±     | Govern   |
| ---- | -------------- | ------------------ | ------------------ | -------- | ----- | -------- |
| 2019 | Yukio Edano    | 7,951,430          | 15.79              | 32 / 245 | Nou   | Oposició |
| 2022 | Kenta Izumi    | 8,154,330          | 15.33              | 39 / 248 | 7     | Oposició |
| 2025 | Yoshihiko Noda | 9,056,019          | 15.32              | 38 / 248 | 1     | Oposició |